# Verdensmesterskabsløbene i Danmark 1956
|  | Denne artikel er oprettet af botten Steenthbot ud fra en ekstern database. Den kan derfor have sproglige fejl eller mangler. Denne skabelon kan fjernes efter kontrol af indholdet. |

Verdensmesterskabsløbene i Danmark 1956 er en dansk dokumentarfilm fra 1956 instrueret af Kai Meyer og Egil Forsberg om VM i landevejscykling.

## Handling
Amatørenes landevejsløb lørdag den 25. august 1956 afholdes på en 12,960 km rundstrækning ved Ballerup. 112 ryttere fra 23 lande, deriblandt 6 fra Danmark, deltager. Løbet afvikles i øsende regn og isnende kulde. Palle Lykke cykler sig til en 4. plads. Dagen efter, søndag den 26. august, køres det professionelle landevejsløb, 22 omgange, i alt 285,120 km. I alt 71 ryttere deltager fra 13 lande deltager, deriblandt 5 danskere. Løbet vindes af den belgiske cykelrytter Rik van Steenbergen. Kun én dansker gennmfører løbet, Kai Allan Olsen, som ender på en 27. plads.